# Bustadtjärnen (Åre socken, Jämtland, 705868-132413)
Bustadtjärnen är en sjö i Åre kommun i Jämtland och ingår i Indalsälvens huvudavrinningsområde.